# Tetraommatus niger
Tetraommatus niger är en skalbaggsart som beskrevs av Charles Joseph Gahan 1907. Tetraommatus niger ingår i släktet Tetraommatus och familjen långhorningar. Inga underarter finns listade i Catalogue of Life.